# Cellula endoteliale associata al tumore
Le cellule endoteliali associate al tumore o EAT (denominate nella letteratura scientifica internazionale Tumor-associated Endothelial Cells o Tumor Endothelial Cells o TECs) sono una componente del microambiente del tumore e costituiscono lo spessore dei vasi sanguigni associati al tumore.
I vasi sanguigni associati al tumore controllano il passaggio di nutrienti verso il tessuto tumorale circostante e divergono ampiamente dai quelli presenti in un tessuto sano. I cambiamenti sono notevoli sia a livello morfologico, genico (es. diversa espressione genica) e funzionale (es. attua a promuovere la progressione del tumore). Negli ultimi anni è aumentato l'interesse da parte delle aziende farmaceutiche nello sviluppare farmaci chemioterapici che potessero sfruttare l'eterogeneità di tali cellule endoteliali.

## Caratteri morfologici
Le EAT esibiscono dei caratteri morfologici che si discostano dalle cellule endoteliali normali e che possono essere analizzati a diverso potere di risoluzione:
1. A livello microscopico le EAT posseggono margini cellulari irregolari e proiezioni citoplasmatiche eterogenee; tra una cellula endoteliale associata al tumore e l'altra sono presenti delle vere e proprie aperture intercellulari (in alcuni casi piccole, in altri abnormi).
2. A livello ultrastrutturale le EAT possono creare monostrati disorganizzati e infimamente collegati; questi possono intrecciarsi tra di loro ed estendersi addirittura nel lume per poi sovrapporsi con cellule endoteliali vicine. Questo comportamento è molto diverso da quello dei vasi sanguigni normali (in cui le cellule endoteliali si dispongono in un mono-strato regolare per mezzo delle giunzioni occludenti).
3. A livello molecolare l'endotelio dei vasi sanguigni associati al tumore costituisce un cosiddetto "mosaico"; questo termine è utilizzato per sottolineare l'espressione eterogenea dei marcatori cellulari classici delle cellule endoteliali (CD31 e CD105) e per supportare l'ipotesi dei gap irregolari tra una EAT e l'altra.

## Cause delle anormalità

### Mitogeni
Molti tumori sono caratterizzati dal fatto che prima o poi tenderanno ad esprimere il VEGF (vascular endothelial growth factor, fattore di crescita dell'endotelio vascolare), un potente vasodilatatore. Il VEGF stimola sia la gemmazione dei vasi sanguigni che l'unione delle prime ramificazioni dei vasi in via di formazione: il risultato di questi processi porta alla formazione di monostrati endoteliali difettosi.

### Flusso sanguigno
Diverse ricerche suggeriscono anche la presenza di cause meccaniche: la compressione dei vasi tumorali associati al tumore (mediata ad esempio dalla crescita e dalla proliferazione delle cellule tumorali circostanti) origina una tensione meccanica nella parete del vaso e cambia il flusso di sangue. È stato suggerito che questi cambiamenti del flusso possano causare un'espressione anomala dei fattori di trascrizione nelle EAT, promuovendo a valle le alterazioni in morfologia, grandezza e differenziazione.

### Periciti
I capillari più piccoli sono solitamente circondati da periciti di supporto che contribuiscono a mantenere il vaso beante e stabile. La perdita del fattore di crescita dei periciti (pericyte growth factor, PDGFB) e del suo recettore (localizzato sulle cellule endoteliali) possono spiegare a livello molecolare perché ad un certo punto il supporto dei periciti venga a mancare. Una quantità più bassa di periciti che circonda l'endotelio associato al tumore è stata correlata ad una maggiore instabilità e permeabilità dei vasi sanguigni.

## Conseguenze fisiopatologiche

### Effetto EPR (Enhanced permeability and retention, Aumento della permeabilità e della ritenzione)
Quando le EAT si ramificano esse possono formare dei mono-strati endoteliali alterati contenenti piccole aperture che mettono in comunicazione il tumore con il sistema circolatorio. In generale si registra un effetto di "ritenzione" che permette a cellule e macromolecole di "accumularsi" nei siti tumorali e un effetto di "aumento della permeabilità" che consente alle macromolecole di interagire direttamente col tumore. Questa osservazione è stata descritta col termine di effetto EPR (enhanced permeability and retention) ed è il principio sfruttato dai nanofarmaci chemioterapici. L'efficacia di questo meccanismo nella clinica rimane inconsistente a causa dell'ampia eterogeneità dell'effetto EPR intra e inter-tumorale: essa infatti differisce in base al tipo di tumore (grandezza, natura staminale), luogo di insorgenza (natura della vascolarizzazione circostante; natura dello stroma del tumore).

#### Effetto EP (Aumento della permeabilità)
Queste aperture influenzano la permeabilità del vaso sanguigno associato al tumore e potrebbero permettere a potenziali farmaci chemioterapici di raggiungere in situ il tumore. Molti tumori presentano un aumento della permeabilità dei loro vasi sanguigni: questo permette a diverse macromolecole di lasciare il circolo sanguigno sistemico per entrare direttamente nello spazio interstiziale del tumore.

#### Effetto ER (Aumento della ritenzione)
L'alterazione del monolayer formato dalle EAT, insieme alla soppressione dell'infiltrazione linfatica porta gli eritrociti e le macromolecole che scorrono lungo il vaso a raggrupparsi e a formare dei veri e propri "laghi di sangue".

## Ruoli nella progressione tumorale

### Angiogenesi
L'idea che i tumori potessero in qualche modo promuovere l'angiogenesi o la vasculogenesi iniziò ad affermarsi nel 1989 grazie alla scoperta del VEGF. Da allora, è stato scoperto che lo schema di ramificazione delle EAT è correlato all'inizializzazione di processi angiogenetici e viceversa (l'angiogenesi promuove la crescita e la progressione del tumore, insieme alla modifica del microambiente del tumore). Il dottor Judah Folkman inoltre formulò la teoria della "risposta del tumore all'ipossia" come causa dell'angiogenesi e della progressione tumorale.
L'angiogenesi venne introdotta originariamente come un Hallmark del Cancro, assumendo che questo processo fosse simile tra i diversi tipi tumorali. Chiaramente, l'avanzare degli studi ha ampliato notevolmente il concetto di angiogenesi, indicando che questa "costante" sia in realtà molto eterogenea (ad esempio descrivendo le eterogeneità nelle interazioni cellula tumorale-cellula tumorale e le interazioni cellula tumorale-cellula endoteliale associata al tumore). Queste interazioni cellulari sono in fase di studio al fine di selezionare una futura popolazione target per avviare futuri studi farmacologici anti-angiogenetici.

#### Inibitori dell'angiogenesi
Sono stati sviluppati diversi farmaci anti-angiogenetici che sono in grado di inibire diversi stadi dell'angiogenesi. Tra questi, si citano:
- Bevacizumab (Avastina), un anticorpo monoclonale che lega il VEGF, prevenendo a monte la stimolazione del suo recettore.[24]
- Sorafenib e sutinib che legano e bloccano altri recettori sulle cellule endoteliali che hanno ruoli importanti in vie di segnalazione a valle della progressione dell'angiogenesi.[25]

Ci sono altri composti in via di sperimentazione che sono ancora in fase preclinica in attesa di essere sottoposti a clinical trials ed eventualmente approvati dalla United States Food and Drug Administration.

### Immunosoppressione
Le terapie immunitarie sfruttano sostanzialmente la capacità dei linfociti T effettori nell'infiltrare i tumori: da questa osservazione si comprende perché le EAT costituiscano dei regolatori cruciali nella comunicazione delle cellule T. L'endotelio associato al tumore difatti funge da barriera immunitaria verso le cellule T, inibendo cos l'efficacia delle terapie immunitarie. Le EAT che formano la barriera sovraesprimono il recettore delle endoteline di tipo B, che sopprime l'adesione delle cellule T impedendo a queste di identificare il tumore (mediante attivazione dell'endotelina ET-1).

### Metastasi
La vascolarizzazione può promuovere il processo di metastatizzazione catturando le cellule tumorali nei loro siti primari per poi distribuirle ad organi secondari. Le EAT possono infatti rilasciare fattori di crescita e/o nutrienti che promuovono a valle la crescita e l'invasività della massa tumorale primaria. Inoltre, l'angiogenesi è intimamente collegata al processo di metastatizzazione, poiché il processo di invasione e colonizzazione del tumore necessita sia di nutrienti che di ossigeno.